# Daniel Nyblin
Daniel Nyblin, né le 30 juin 1856 à Drammen en Norvège et mort le 19 juillet 1923 à Helsinki en Finlande, est un photographe finlandais d'origine norvégienne.

## Photographies

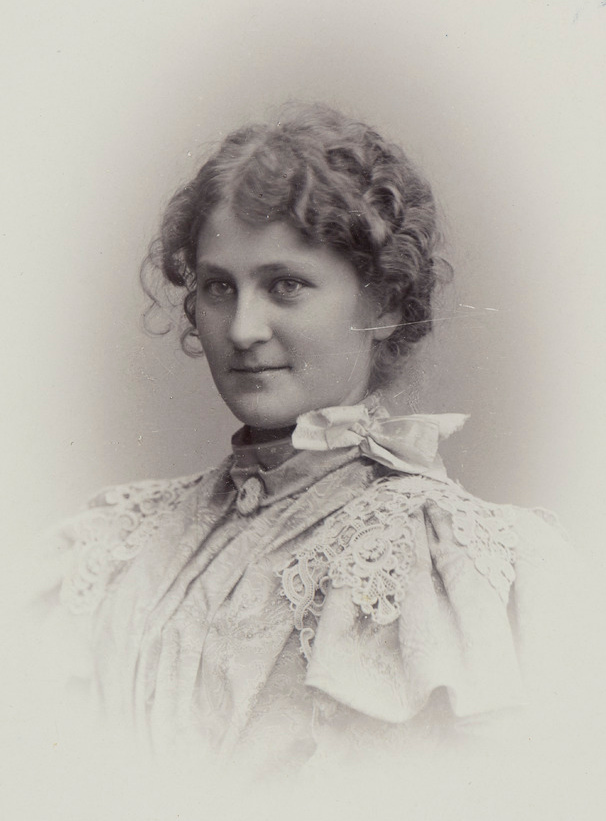
La sculptrice finlandaise Hilda Flodin.